# پلیگناتوم ادراتوم
پلیگناتوم ادراتوم (نام علمی: Polygonatum odoratum) نام یک گونه از سرده مهر سلیمان است.